# District de Kale
Ne doit pas être confondu avec Canton de Kale.
Pour les articles homonymes, voir Kale.
Le district de Kale (également appelé district de Kalemyo) est le district le plus à l'ouest de la Région de Sagaing au Myanmar (Birmanie).
Son centre administratif est la ville de Kalay (Kalaymyo). Le district comprend trois cantons : le canton de Kale, le canton de Kalewa et le canton de Mingin.

## Limites
À l'ouest, le district de Kale borde le district de Falam dans l'État Chin, au nord, le district de Mawlaik, à l'est, le district de Shwebo, au sud, le district de Monywa et enfin le district de Gangaw de la Région de Magway.

## Économie
L'économie de la zone repose sur la riziculture, la pêche et l'exploitation forestière. Les principales villes sont Kalaymyo, Kalewa et Mingin.

## Religion

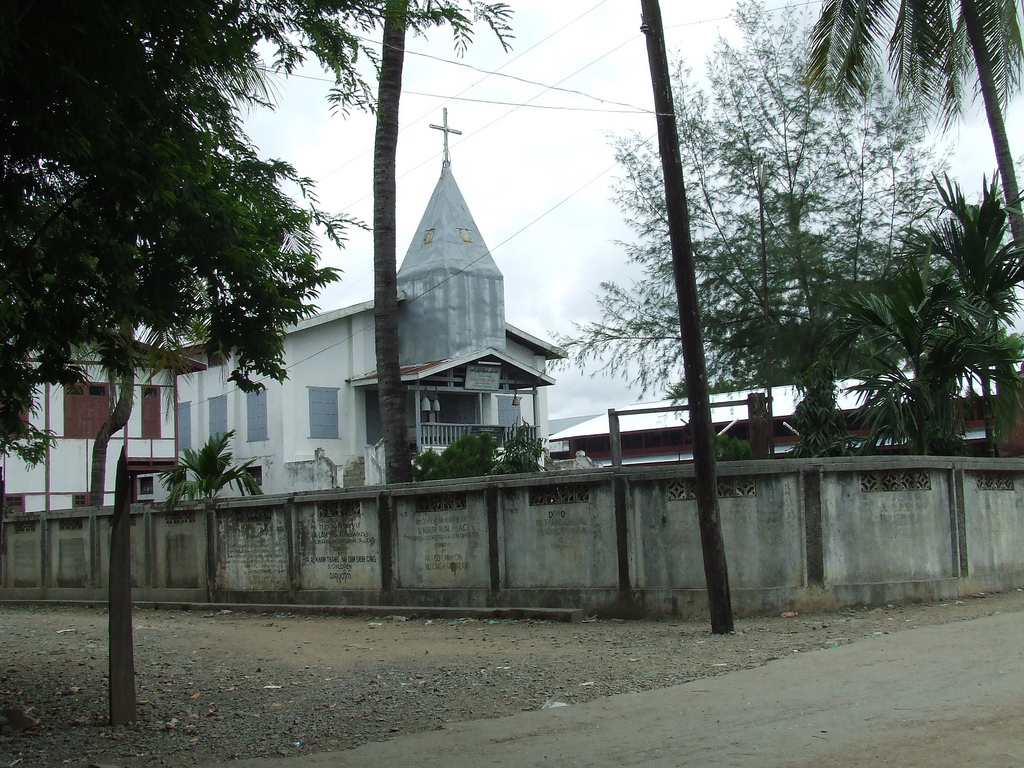
Église baptiste de Tahan

Le district de Kale est l'une des zones chrétiennes les plus riches de Birmanie. 99% des habitants de Tahan sont chrétiens alors que la Birmanie est un pays bouddhiste et que 90% de la population nationale est bouddhiste. Seuls 4% de la population birmane sont chrétiens. Le district compte 116 monastères bouddhistes, 508 églises, une mosquée, deux temples hindous, deux séminaires bouddhistes pour religieuses, cinq couvents bouddhistes et une maison joss (temple communal chinois). Il y a également plus de 50 églises à Tahan. C'est le seul endroit en Birmanie où l'on peut voir une église à chaque coin de rue et où l'on fête Noël.